# جک برق‌آسا
جک برق‌آسا (انگلیسی: Lightning Jack) یک فیلم سینمایی آمریکایی استرالیایی محصول سال ۱۹۹۴ در ژانر وسترن و فیلم کمدی با بازی پل هوگان، کوبا گودینگ جونیور و بورلی دی آنجلو است.

## بازیگران
- پل هوگان در نقش جک لایتنینگ
- کوبا گودینگ جونیور
- بورلی دی آنجلو در نقش لانا کاستل
- کمالا لوپز در نقش پیلار
- پت هینگل
- ال. کیو. جونز در نقش کلانتر
- ریچارد ریلی در نقش مارکوس
- فرانک مک‌ری در نقش دویل
- راجر دالتری در نقش جان تی. کولز
- مکس کالن به عنوان بارت[۲][۳][۴]

## فیلمبرداری
فیلمبرداری در سانتافه، نیومکزیکو انجام شد و برخی از صحنه‌های توسان، آریزونا و پیج، آریزونا؛ مواب، یوتا؛ و کلرادو در استودیوی فیلم جهان در گلد کوست استرالیا انجام شد.

### باکس آفیس
این فیلم در شماره ۲ پشت گاردینگ تس اکران شد و کمتر از ۱۷ میلیون دلار درآمد کسب کرد.